# オンコセラピー・サイエンス
オンコセラピー・サイエンス株式会社は、川崎市に本社を置く日本の医薬品開発会社。東京証券取引所グロース市場上場。

## 概要
いわゆる「創薬ベンチャー」の一つ。設立当初から東京大学医科学研究所と共同研究を行っており（創業者の一人に元同研究所教授の中村祐輔がいる）、大学発ベンチャーとして2001年4月創設された。主に癌治療のためのワクチン等の研究開発を行っている。2012年4月には中村祐輔がシカゴ大学教授に招聘されたことに伴い、同大学と共同研究を開始した。
基本的に自社では医薬品の製造を行わないのが特徴で、大手製薬会社と契約を結び、研究開発の進捗に応じ一時金を受け取る代わりに、契約先の製薬会社に当該薬品の独占製造・販売権を供与するというビジネスモデルを取っている。

## 主な取引先
- 塩野義製薬
- 大塚製薬
- 小野薬品工業
- 協和発酵キリン
- 扶桑薬品工業
- 萬有製薬

## 沿革
- 2001年（平成13年）4月6日 設立。本社を東京都港区に置く。
- 2002年（平成14年）10月 自社の研究所を設立。
- 2003年（平成15年）12月8日 東証マザーズ上場。
- 2005年（平成17年）3月 本社を川崎市高津区（かながわサイエンスパーク）に移転。
- 2023年（令和5年）1月 本社を川崎市川崎区東田町、ラボを同殿町（キングスカイフロント）に移転[3]。